# Claudine Galea
Claudine Galea, née le 9 février 1960 à Marseille, est une écrivaine française.

## Biographie
Native de Marseille, Claudine Galea fait du théâtre puis devient journaliste pour le journal La Marseillaise.
Claudine Galea écrit des romans, des pièces de théâtre, des livres pour enfants et des textes radiophoniques.
Elle est artiste associée au Théâtre national de Strasbourg depuis 2015 et au Théâtre Nanterre-Amandiers depuis 2021.
Ses textes ont été mis en scène par Stanislas Nordey (Au bord, 2021, sur le scandale d'Abou Ghraib), Benoît Bradel (Au bois, 2018, revisitant le conte Le Petit Chaperon rouge), Antoine Hespel (Toutes leurs robes noires, 2021), Jean-Michel Rabeux (Un sentiment de vie, 2021, Au Bord 2013), Émilie Charriot (Un sentiment de vie, 2021, Theater Basel et Un sentiment de vie, Théâtre National de Strasbourg, 2023).
En 2021, sa pièce Je reviens de loin est adaptée au cinéma par Mathieu Amalric sous le titre Serre moi fort,.

## Publications

### Théâtre
- Je reviens de loin, Éditions Espaces 34, 2003
- Les Idiots, Éditions Espaces 34, 2004
- Les Chants du silence rouge, Éditions Espaces 34, 2008
- Au Bord, Éditions Espaces 34, 2010[9]
- L'été où le ciel s'est renversé, Éditions Espaces 34, 2012
- Les Invisibles, Éditions Espaces 34, 2014
- Au Bois, Éditions Espaces 34, 2015
- Que seul un chien & Alliance, Éditions Espaces 34, 2016[10]
- Blanche-Neige Foutue Forêt, Éditions Espaces 34, 2018
- Fake, Éditions Espaces 34, 2019[11]
- Un sentiment de vie, Éditions Espaces 34, collection Hors Cadre, 2021
- Ça ne passe pas , Éditions Espaces 34, 2022
- MADAM, Manuel d'auto-défence à méditer, collection "Écriture de spectacle", Deuxième époque, 2023

### Théâtre jeunesse
- L'heure blanche & Toutes leurs robes noires, Éditions Espaces 34, 2009
- La Nuit Même Pas Peur & Petite Poucet, Éditions Espaces 34, 2009
- Après grand c’est comment ?, Éditions Espaces 34, 2015
- Noircisse, Éditions Espaces 34, 2018

### Récits, Romans
- Chronique d’une navigation, Images en Manoeuvre éditions, 1996
- Jusqu’aux os, éditions du Rouergue, 2003
- Le bel échange, éditions du Rouergue, 2005
- Morphoses, avec des images de Goele Dewanckel, éditions du Rouergue, 2006
- L’Amour d’une femme, éditions du Seuil, 2007
- La Règle du changement, éditions de l’Amourier, 2007
- Le corps plein d’un rêve, La Brune au Rouergue, 2011
- Les choses comme elles sont, Editions Verticales, 2019[12]

### Albums et textes jeunesse
- Sans toi, illustrations Goele Dewanckel, éditions du Rouergue, 2005
- MêmePasPeur, illustrations Marjorie Pourchet, éditions du Rouergue, 2005
- Entre les vagues, coll. DoAdo, éditions du Rouergue, 2006
- Rouge Métro, collection DoAdo noir, éditions du Rouergue, 2007
- À mes AmourEs, illustrations Thisou, coll. Zigzag, éditions du Rouergue, 2007
- Un amour prodigue, Thierry Magnier, 2009 (pour ados et adultes)
- Au pays de Titus, illustrations Goele Dewanckel, éditions du Rouergue, 2008
- Le garçon au chien parlant ; La fille qui parle à la mer, éditions du Rouergue, 2013
- Tu t’appelles qui ?, Thierry Magnier, album avec des illustrations de Françoise Pétrovitch, 2016

### Textes radiophoniques
- Le corps plein d'un rêve - Sept vies de Patti Smith, 2008, France culture[13],[14]

### Ouvrage collectif
- Les Fantaisies microcosmiques, avec Christophe Barbier, Claudie Decultis, Philippe Fenwick, Franz-Olivier Giesbert, Victor Haïm, Stanislas Kemper, Maxime Lombard, Murielle Magellan, Amélie Nothomb, René de Obaldia, Érik Orsenna, Dominique Paquet, Jean-Yves Picq, Emmanuelle Polle, Fabienne Rouby, Karin Serres, Gonzague Saint Bris, Marie-Claude Tesson-Millet, Sylvain Tesson, Sébastien Thiéry et Florian Zeller, L'Avant-Scène Théâtre, collection Des Quatre Vents, 2004.

### Traduction
- La Ronde du carré de Dimítris Dimitriádis avec Dimitra Kondylaki, éditions Les Solitaires Intempestifs

## Récompenses et distinctions
- Prix Radio SACD 2009 pour l'ensemble de son travail radiophonique[réf. nécessaire]
- Grand prix de littérature dramatique  2011 pour Au Bord
- Prix des lycéens allemands 2009 pour Rouge métro[15]
- Grand prix de littérature dramatique jeunesse 2019 pour Noircisse[16]
- Prix des lycéens Ile de France 2011 pour Le corps plein d'un rêve[réf. nécessaire]